# 郭瑊
郭瑊（?—?），开封府祥符县人，南宋外戚，宋光宗的外祖父。

## 生平
郭瑊五世祖为北宋章穆皇后外家。宋孝宗为普安郡王时纳郭瑊之女郭氏，封咸宁郡夫人。生庄文太子赵愭、魏惠宪王赵恺、光宗赵惇、邵悼肃王赵恪。绍兴二十六年（1056年）郭氏去世，紹興三十年（1060年）十二月二十二日，宋高宗以右朝散郎、祕閣修撰郭瑊妻安人趙氏可特封永嘉郡夫人。宋孝宗即位，追册郭氏为安穆皇后，紹興三十二年（1062年）八月二十六日，孝宗以右朝散郎、充祕閣修撰郭瑊特授鄂州觀察使、提舉萬壽觀。隆興元年（1063年）三月二十六日，郭瑊除昭慶軍承宣使、依前提舉萬壽觀、奉朝請。妻趙氏特封淑國夫人。郭瑊度遠軍節度使、贈太師、追封榮王。

## 家族

### 祖父
- 郭若節，西京左藏庫副使、贈開府儀同三司，隆興二年（1064年）正月二十一日，贈太保，祖母德國夫人曹氏贈福國夫人

### 父
- 郭直卿，奉直大夫、贈金紫光祿大夫，隆興二年正月二十一日，贈太子太傅，母永寧郡夫人夏氏贈和國夫人

### 子女
- 郭师禹，太保，永宁郡王
- 郭师元，承宣使